# 9nine
9nine은 레프로 엔터테인먼트 소속의 모델, 가수, 배우로 구성된, 일본의 퍼포먼스 걸스 유닛이다. 2005년에 결성되어 2019년부터 활동을 휴지하고 있다.

## 개요

### 약사
2006년 2월 5일에 마츠자와 아즈사(松沢梓), 와카츠마 미와코(我妻三輪子),카토 루비(加藤瑠美), 아시다 마리에(芦田万莉恵), 요시다 마이(吉田茉以), 야마오카 미도리(山岡みどり), 사타케 우키(佐武宇綺), 니시와키 사야카(西脇彩華), 미우라 모에(三浦萌)의 9명으로 구성되어 같은해 2월 14일에 Sweet Snow로 인디즈로 데뷔했다. 2007년 1월에 오리지널 멤버였던 마츠자와 아즈사(松沢梓), 와카츠마 미와코(我妻三輪子)가 탈퇴하고 새로운 멤버로 시모가키 마도카(下垣真香), 카와시마 우미카(川島海荷)가 가입했다. 같은해 12월에는 카토 루비(加藤瑠美)가 탈퇴하고 2008년 3월 27일에는 아시다 마리에(芦田万莉恵), 요시다 마이(吉田茉以), 야마오카 미도리(山岡みどり)가 졸업했다. 5인조가 되어 2009년 10월 21일에 Smile Again으로 메이저로 데뷔했다.
2010년 7월 27일, 데뷔로부터 지금까지의 여성 아이돌 그룹이라는 장르로부터 퍼포먼스 걸스 유닛이라는 장르으로 변경하기 위해 2박3일의 합숙훈련을 실행했다. 그 결과, 현재의 멤버의 5명 (사타케 우키(佐武宇綺), 니시와키 사야카(西脇彩華), 카와시마 우미카(川島海荷), 요시이 카나에(吉井香奈恵), 무라타 히로나(村田寛奈))가 선택되었다. 레코드 회사 이적(빅터 엔터테인먼트 → SME Records)을 발표하고 같은해 12월 1일에 「Cross Over」로 재출발하였다.

### 유래
9nine이라는 이름의 유래는 10가 완벽하다면 "9"의 모두가 모이는 것으로 10에 가깝게 노력하자, 완벽은 아니지만 목표를 가진 사람이 모여 완벽한 것, 한가지를 목표로한다, 라는 의미이다.

## 구성원
| 이름            | 소개 |
| --------------- | --- |
| 사타케 우키     | - 이름 : 佐武宇綺 (Satake Uki) - 생년월일 : 1992년 3월 8일(33세) - 출생지 : 일본 도쿄도 - 애칭 : 웃키 (うっきー) - 색상 : 보라 - 비고 : 미스 매거진 2009 독자 특별상 - 활동 기간 : 2006년 2월 ~                                                       |
| 니시와키 사야카 | - 이름 : 西脇彩華 (Nishiwaki Sayaka) - 생년월일 : 1992년 9월 30일(32세) - 출생지 : 일본 히로시마현 히로시마시 - 가족 : 퍼퓸 니시와키 아야카 - 애칭 : 챠퐁 (ちゃあぽん) - 색상 : 주황 - 비고 : Ordinary Venus 로써도 활동함 - 활동 기간 : 2006년 2월 ~ |
| 무라타 히로나   | - 이름 : 村田寛奈 (Murata Hirona) - 생년월일 : 1996년 12월 29일(28세) - 출생지 : 일본 효고현 - 애칭 : 히로로 (ひろろ) - 색상 : 노랑 - 비고 : ORC200 제 14회 보컬 퀸 콘테스트 특별상 - 활동 기간 : 2010년 7월 ~                                        |

### 이전 구성원
| 이름            | 소개 |
| --------------- | --- |
| 마츠자와 아즈사 | - 이름 : 松沢梓 (Matsuzawa Azusa) - 생년월일 : 1992년 4월 15일(32세) - 출생지 : 일본 가나가와현 - 활동 기간 : 2006년 2월 ~ 2007년 1월                                                                                                |
| 와가츠마 미와코 | - 이름 : 我妻三輪子 (Wagatsuma Miwako) - 생년월일 : 1991년 2월 11일(34세) - 출생지 : 일본 도쿄도 - 활동 기간 : 2006년 2월 ~ 2007년 1월                                                                                               |
| 카토 루비       | - 이름 : 加藤瑠美 (Kato Rubi) - 생년월일 : 1990년 7월 24일(34세) - 출생지 : 일본 도쿄도 - 애칭 : 루비비 (るびび) - 활동 기간 : 2006년 2월 ~ 2007년 12월                                                                              |
| 이시다 마리에   | - 이름 : 芦田万莉恵 (Ashida Marie) - 생년월일 : 1990년 12월 23일(34세) - 출생지 : 일본 나라현 - 비고 : (활동 당시)리더 - 활동 기간 : 2006년 2월 ~ 2009년 3월                                                                         |
| 요시다 마이     | - 이름 : 吉田茉以 (Yoshida Mai) - 생년월일 : 1990년 10월 30일(34세) - 출생지 : 일본 가나가와현 - 애칭 : 마이치무 (まいちむ) - 활동 기간 : 2006년 2월 ~ 2009년 3월                                                                    |
| 야마오카 미도리 | - 이름 : 山岡みどり (Yamaoka Midori) - 생년월일 : 1990년 11월 25일(34세) - 출생지 : 일본 도쿄도 - 애칭 : 미도라쨩 (みどりちゃん) - 비고 : '월궁미도리'에서 성우로써 활동중 - 활동 기간 : 2006년 2월 ~ 2009년 3월                     |
| 시모가키 마도카 | - 이름 : 下垣真香 (Shimogaki Madoka) - 생년월일 : 1991년 12월 15일(33세) - 출생지 : 일본 오카야마현 - 애칭 : 마도마도 (まどまど) - 활동 기간 : 2007년 1월 ~ 2010년 8월                                                               |
| 미우라 모에     | - 이름 : 三浦萌 (Miura Moe) - 생년월일 : 1992년 12월 16일(32세) - 출생지 : 일본 후쿠시마현 - 애칭 : 몬키치 (もんきち) - 활동 기간 : 2006년 2월 ~ 2010년 8월                                                                          |
| 카와시마 우미카 | - 이름 : 川島海荷 (Kawashima Umika) - 생년월일 : 1994년 3월 3일(31세) - 출생지 : 일본 사이타마현 - 애칭 : 우미니 (うみにー) - 색상 : 파랑 - 비고 : 다수의 드라마나 영화에 출연해 인지도가 높음 - 활동 기간 : 2007년 1월 ~ 2016년 7월 |
| 요시이 카나에   | - 이름 : 吉井香奈恵 (Yoshii Kanae) - 생년월일 : 1993년 4월 8일(32세) - 출생지 : 일본 오사카부 - 애칭 : 칸쨩 (かんちゃん) - 색상 : 분홍 - 비고 : ORC200 제 13회 보컬 퀸 콘테스트 그랑프리 - 활동 기간 : 2010년 7월 ~ 2019년 5월       |

## 내력

### 2005년
- 마츠자와 아즈사, 와가츠마 미와코, 카토 루비, 아시다 마리에, 요시다 마이, 야마오카 미도리, 사타케 우키, 니시와키 사야카, 미우라 모에의 9명으로 결성.

### 2006년
- 2월 5일：KDDI디자이닝 스튜디오에서 데뷔 이벤트를 실시.
- 2월 14일：1st싱글「Sweet Snow」을 릴리즈 한 후, 도내각지에서, 길거리 라이브나 각종 라이브 이벤트들을 중심으로 활동 실시.

### 2007년
- 1월：전 멤버 마츠자와 아즈사, 와가츠마 미와코가 탈퇴, 새 멤버 시모가키 마도카, 카와시마 우미카 가입.
- 3월 21일：1st앨범 『first 9』을 릴리즈.
- 7월：실력을 위해서, 매주 토요일에 NHK홀옆 느티 나무 가로수에서 길거리 퍼포먼스를 실시.
- 12월：카토 루비가 탈퇴.

### 2008년
- 1월：8인체제로 재시작.
- 6월 4일：타워 레코드한정판매싱글「Show TIME」을 발매.
- 7월 9일：2nd앨범 『second 9』을 릴리즈.
- 8월 30일：이케부쿠로 선샤인시티에서 스페셜 라이브와 악수회 실시.
- 9월 9일：「9nine의 날」로、SHIBUYA BOXX에서 첫 원맨라이브 『It's SHOW TIME!!!』을 실시.

### 2009년
- 3월 10일：원맨라이브『It's SHOW TIME!!!』의 모습을 담은 디지털 사진집을 발매.
- 3월 25일：디지털 싱글「사쿠라 전주곡」을 릴리즈.
- 3월 27일：하라주쿠 아스트로 홀에서 원맨라이브 『It's SHOW TIME!! Ver:SAKURA '09』을 실시.
이 라이브는 2부 구성으로, 1부를 마지막으로 아시다 마리에, 요시다 마이, 야마오카 미도리가 졸업. 1부는 9명의 마지막 라이브, 2부는 5명에서의 첫 라이브였다.
- 4월 4일：첫 라디오 일반방송 『9nine입니다』가 시작.
- 5월 20일：DVD『It's SHOW TIME!! Ver:SAKURA '09 Part.1』『It's SHOW TIME!! Ver:SAKURA '09 Part.2』를 릴리즈.
- 5울 20일：디지털 싱글 「언발란스」를 릴리즈.
- 5월 24일：타워 레코드신주쿠점에서 DVD『It's SHOW TIME Ver:SAKURA』의 발매를 기념으로 악수회를 실시.
- 7월 29일：디지털 싱글 「Happy×2 Eyes」를 릴리즈.
- 8월 1일：시어터 선 몰에서 라이브 『GIRLS×BEAT×SUMMER2009』를 실시.
- 9월 26일：반년간 지속된 첫 라디오 일반방송 『9nine입니다』가 종료.
- 10월 21일：3rd싱글 「Smile Again」을 릴리즈.

### 2010년
- 1월 5일：라디오 일반방송 『9nine의 부르지9nine. (9nine = 말아)』가 시작.
- 1월 20일：4th싱글 「ヒカリノカゲ」를 릴리즈。
- 6월 29일：라디오 일반방송 『9nine의 부르지9nine. (9nine = 말아)』가 종료.
- 7월 27일：데뷔부터 지금까지의 여성 아이돌 그룹이라는 장르로부터 댄스 뮤직 전성의 가요계에 참전. 퍼포먼스 걸스 유닛이라는 장르로 바꾸기 위해 최종후보 9명 (이케다 카나、니시와키 사야카、코바야시 유메카、무라타 히로나、야기오카 미즈키、후루하타 세이카、요시이 카나에、사타케 우키、카와시마 우미카)가 2박3일간 합숙심사한 결과, 현재 멤버 5명이 선정.
- 8월 31일：블로그에 시모가키 마도카와 미우라 모에의 탈퇴가 발표된다.
- 9월 9일：레코드 회사 이적과 요시이 카나에와 무라타 히로나의 가입이 발표된다.
- 10월 9일：리뉴얼후 첫 라디오 일반방송 『9nine의 올나잇 닛폰R』이 시작.
- 10월 11일：TV 일반방송 『Go!Go!9nine』이 TOKYO MX에서 시작.
- 12월 1일：5th싱글 「Cross Over」를 릴리즈. Cross Over는, MBS･TBS계열 애니메이션 『STAR DRIVER 빛의 타쿠토』의 오프닝곡. 음악 프로듀서는 agehasprings, 안무는 GALAXXXXY★のJunko☆가 담당, 프로펠러 댄스라고 불린다. 발매에 앞서 11월 6일의 같은 방송의 이벤트 『기라성 십자단・가을 총회』에 게스트로 출연, 신곡을 첫공개[1]。

### 2011년
- 3월 9일：6th싱글 「SHINING☆STAR」를 릴리즈.[2]。동시에, GREE에 공식 블로그, Myspace에 공식 페이지를 개설.
- 3월 28일：『Go!Go!9nine』가 중단.
- 7월 20일：7th싱글 「夏 wanna say love U」를 릴리즈. 표제곡은 GREE 소셜 게임 『나는 민완 매니저』.
- 8월 17일：「『夏 wanna say love U』의 릴리즈 이벤트에서 통상 3,939인과 악수」[3]라는 기획을 달성해서 가마쿠라시 유이가하마 바닷가 해안에서 "9nine Beach Party 2011"를 실시.
- 9월 10일：신주쿠BLAZE에서 원맨라이브 『We are 9nine♥~그로부터 1년 지났습니다！9nine의 날 스페셜 라이브~』를 실시.
- 10월 30일：하라주쿠 아스트로홀에서 팬미팅 『ほっとけない〜ん会 全5皿！！”1皿め〜”』을 실시.
- 11월 27일：오사카・아베노ROCKTOWN에서 팬미팅 『ほっとけない〜ん会 全5皿！！”2皿め〜”』을 실시.
- 12월 21일：8th싱글「チクタク☆2NITE」를 릴리즈. 아라가키 유이 주연 일본테레비계열 금요일 슈퍼프라임 스페셜 드라마 『란마1/2』의 주제가.[4]。
- 12월 24일：에비스LIVE GATE에서 팬미팅 『ほっとけない〜ん会 全5皿！！”3皿め〜”』을 실시.

### 2012년
- 1월 11일：일반방송 こんなのアイドルじゃナイン!?가 일본테레비에서 시작.[5]。
- 1월 25일：9th싱글 「少女トラベラー」를 릴리즈.[6] 이 싱글로 첫 오리콘 위클리 싱글랭킹 톱10에 진입했다.(9위)[7]。
- 1월 28일：시나가와 스텔라볼에서 원맨라이브 『ワンマン9nine 〜略して”ワンナイ”スペシャル!!〜』를 실시.
- 2월 18일：요요기 야마노홀에서 팬미팅 『ほっとけない〜ん会 全5皿！！”4皿め〜”』을 실시.
- 3월 7일：리뉴얼후 첫 앨범 『9nine』을 릴리즈.[8] 이 앨범으로 리뉴얼 후·결성 이후 첫 앨범 차트 톱10에 진입했다(8위). 같은 날에『9nine Official Youtube Channel』이 개설되었다.
- 3월 10일：『9nine의 올나잇 닛폰R』이 종료.
- 3월 17일：시부야WWW에서 팬미팅 『ほっとけない〜ん会 全5皿！！”5皿め〜”』을 실시.
- 3월 28일：『こんなのアイドルじゃナイン!?』가 종료.
- 5월 6일：일본 청년관에서 원맨라이브 『青年館の9nine』을 실시.
- 6월 20일：10th싱글 「流星のくちづけ」을 릴리즈. 전작에 이어 오리콘 위클리 싱글랭킹 톱10 진입에 성공했다 (10위).
- 8월 19일：히비야 야외음악당에서 원맨라이브 『野音の9nine』을 실시.
- 11월 14일：11th싱글 「イーアル!キョンシー feat.好好!キョンシーガール/Brave」를 릴리즈.
- 11월 18일 ~ 12월 9일：첫 라이브투어 『出張!全国ライブハウス好好!ツアー 2012』를 실시.
- 12월 12일：12th싱글「White Wishes」를 릴리즈.
- 12월 14일：아카사카BLITZ에서 원맨라이브 『クリスマスの9nine 2012～聖なる夜の大奏動♪～』을 실시.

### 2013년
- 2월 6일：13th싱글 「colorful」을 릴리즈.
- 2월 16・17일：시부야SOUND MUSEUM VISION에서 원맨기획라이브 『青の9nine』『赤の9nine』를 개최.
- 3월 10일：나카노 선플라자에서 원맨라이브 『サンプラザの9nine』를 개최.
- 3월 13일：4th앨범 「CUE」를 릴리즈.
- 3월 15일~3월 30일 : 「일본 종단 아이돌 난장」에 도쿄여자류, Cheeky Parade와 함께 참가하고 전국 7개곳(홋카이도, 오사카, 히로시마, 후쿠오카, 아이치, 미야기, 도쿄)을 돌았다.
- 4월 24일 : 리뉴얼후 첫 번째가 된 DVD・Blu-ray『크리스마스의 9nine 2012~성스러운 밤의 대주등♪~(クリスマスの9nine 2012〜聖なる夜の大奏動♪〜)』을 발매.
- 5월 6일 ~ 6월 30일 : 라이브하우스 투어 「"CUE"레코발! 9nine전국 백문<일견TOUR 2013 (CUE"レコ発! 9nine全国 百聞<一見TOUR 2013)」)을 삿포로, 센다이, 도쿄, 나고야, 오사카, 히로시마, 후쿠오카에서 개최.
- 5월 17일 : 홍콩에서 개최되는 「Kawaii POP Fest -supported by @JAM-」에 출연.
- 6월 12일 : 14th싱글「Evolution No.9」을 릴리즈.
- 7월 20일：Zepp DiverCity에서 초대 원맨 라이브『Evolution No.9 Summer(에보서머)』를 개최.
- 9월 8일：9월 9일,「9nine의 날」전날에 『F9GBP(Fan 9 Global Broadcasting Party)』, 『9nine's Day" COUNTDOWN PARTY』을 개최.
- 11월 4일：마이하마 원형 극장에서 원맨 라이브『9nine LIVE 2013「be! be! be! - 그대와 저편에 -」』를 개최.
- 11월 20일：15th싱글「Re:」를 릴리즈.
- 12월 20일：「9nine메일」의 서비스를 종료.

### 2014년
- 3월 12일 : 16번째 싱글「With You/With Me」를 릴리즈.
- 3월 20일 ~ 21일 : 우에노 가쿠엔 홀에서 개최된 Perfume의 대 반라이브투어「Perfume FES!!2014」를 히로시마 공연에서 출연.
- 4월 26일 : 나카노 썬 플라자에서의 2번째가 되는 원맨 라이브「9nine Wonder Live in 썬 플라자」를 개최.
- 6월 18일 : 5번째 앨범「MAGI9 PLAYLAND」를 릴리즈할 예정.
- 8월 21일 : 일본 무도관에서 첫 원맨 라이브를 개최.

### 2019년
- 4월 6일 : 나카노 썬 플라자에서 개최된 원맨 라이브「9nine one man live 2019 Forever 9nine」를 개최예정. 이 라이브를 기해 그룹 활동 휴지할 예정.

## 음반

### 싱글
| 장                         | 릴리즈           | 타이틀                                               | 형태 | 수록 앨범    | 최고 순위    |
| GATE RECORDS               | GATE RECORDS     | GATE RECORDS                                         | GATE RECORDS | GATE RECORDS | GATE RECORDS |
| -------------------------- | ---------------- | ---------------------------------------------------- | --- | ------------ | ------------ |
| 1                          | 2006년 2월 14일  | Sweet Snow                                           | CD+DVD CD | —            | —            |
| ビクターエンタテインメント |                  |                                                      | |              |              |
| 2                          | 2008년 6월 4일   | Show TIME                                            | CD | second 9     | 162위        |
| 3                          | 2009년 10월 21일 | Smile Again                                          | 초회한정판A<CD> 초회한정판B<CD>                                                                                         | —            | 44위         |
| 4                          | 2010년 1월 20일  | ヒカリノカゲ                                         | 초회한정판A<CD> 초회한정판B<CD>                                                                                         | —            | 28위         |
| SME Records                |                  |                                                      | |              |              |
| 5                          | 2010년 12월 1일  | Cross Over                                           | 초회한정판<CD+DVD> 초회한정판<CD> 통상판<CD>                                                                            | 9nine        | 25위         |
| 6                          | 2011년 3월 9일   | SHINING☆STAR                                         | 초회한정판<CD+DVD> 초회한정판<CD> 통상판<CD>                                                                            | 9nine        | 13위         |
| 7                          | 2011년 7월 20일  | 나츠 wanna say love U                                | 초회한정판A<CD+DVD> 초회한정판B<CD+DVD> 통상판<CD>                                                                      | 9nine        | 15위         |
| 8                          | 2011년 12월 21일 | 치쿠타쿠☆2NITE                                       | 초회한정판A<CD+DVD> 초회한정판B<CD+DVD> 초회한정판C<CD+DVD> 통상판<CD>                                                  | 9nine        | 12위         |
| 9                          | 2012년 1월 25일  | 소녀 여행자                                          | 초회한정판A<CD+DVD> 초회한정판B<CD+DVD> 초회한정판C<CD+DVD> 통상판<CD>                                                  | 9nine        | 9위          |
| 10                         | 2012년 6월 20일  | 유성의 입맞춤                                        | 초회한정판A<CD+DVD> 초회한정판B<CD+DVD> 초회한정판C<CD+DVD> 통상판<CD>                                                  | CUE          | 10위         |
| 11                         | 2012년 11월 14일 | イーアル!キョンシー feat.好好!キョンシーガール/Brave | 초회한정판A<CD+DVD> 초회한정판B<CD+DVD> 통상판1<CD> 통상판2<CD>                                                         | CUE          | 11위         |
| 12                         | 2012년 12월 12일 | White Wishes                                         | 초회한정판A<CD+DVD> 초회한정판B<CD+DVD> 초회한정판C<CD+DVD> 기간한정초회사양판<CD> 통상판<CD>                           | CUE          | 11위         |
| 13                         | 2013년 2월 6일   | colorful                                             | 초회한정판A<CD+DVD> 초회한정판B<CD+DVD> 기간한정초회사양판(럭셔리 스타도라판)<CD+DVD> 통상판<CD>                        | CUE          | 13위         |
| 14                         | 2013년 6월 12일  | Evolution No.9                                       | 초회한정판A<CD+DVD> 초회한정판B<CD+12P포토북> 통상판<CD>                                                                |              | 11위         |
| 15                         | 2013년 11월 20일 | Re:                                                  | 초회한정판A<CD+DVD> 초회한정판B<CD+DVD> 초회한정판B<CD+DVD>초회한정판D<CD+16P포토북> 통상판<CD>                         |              | 6위          |
| 16                         | 2014년 3월 12일  | With You/With Me                                     | 초회한정판A<CD+DVD> 초회한정판B<CD+DVD> 초회한정판B<CD+DVD>초회한정판D<CD+16P포토북> 기간한정판(마기 판)<CD> 통상판<CD> |              |              |
| 17                         | 2015년 6월 17일  | HAPPY 7 DAYS                                         | 초회한정판A<CD+DVD> 초회한정판B<CD+DVD> 초회한정판B<CD+DVD>초회한정판D<CD+16P포토북> 통상판<CD>                         |              |              |
| 18                         | 2015년 8월 26일  | MY ONLY ONE                                          | 초회한정판A<CD+DVD> 초회한정판B<CD+DVD> 초회한정판B<CD+DVD>초회한정판D<CD+16P포토북> 통상판<CD>                         |              |              |
| 19                         | 2016년 5월 3일   | 아이아이아이                                         | 초회한정판A<CD+DVD> 초회한정판B<CD+DVD> 초회한정판B<CD+DVD>초회한정판D<CD+16P포토북> 통상판<CD>                         |              |              |

### 앨범
| 장                | 릴리즈            | 타이틀            | 형태                                                       | 최고 순위         |
| 빅터 엔터테인먼트 | 빅터 엔터테인먼트 | 빅터 엔터테인먼트 | 빅터 엔터테인먼트                                          | 빅터 엔터테인먼트 |
| ----------------- | ----------------- | ----------------- | ---------------------------------------------------------- | ----------------- |
| 1                 | 2007년 3월 21일   | first 9           | CD                                                         | —                 |
| 2                 | 2008년 7월 9일    | second 9          | CD                                                         | 186위             |
| SME Records       |                   |                   |                                                            |                   |
| 3                 | 2012년 3월 7일    | 9nine             | 초회한정판A<CD+DVD> 초회한정판B<CD+포토북> 통상판<CD>      | 8위               |
| 4                 | 2013년 3월 13일   | CUE               | 초회한정판A<2CD+DVD> 초회한정판B<CD+DVD+포토북> 통상판<CD> | 15위              |

### DVD
| 장                | 릴리즈            | 타이틀                                                                                      | 형태              | 최고 순위         |
| 빅터 엔터테인먼트 | 빅터 엔터테인먼트 | 빅터 엔터테인먼트                                                                           | 빅터 엔터테인먼트 | 빅터 엔터테인먼트 |
| ----------------- | ----------------- | ------------------------------------------------------------------------------------------- | ----------------- | ----------------- |
| 1                 | 2009년5월 20일    | It's SHOW TIME!! Ver:SAKURA '09 #It's SHOW TIME!! Ver:SAKURA '09 Part.1                     | DVD               | -                 |
| 2                 | 2009년5월 20일    | It's SHOW TIME!! Ver:SAKURA '09 #It's SHOW TIME!! Ver:SAKURA '09 Part.2                     | DVD               | -                 |
| SME Records       |                   |                                                                                             |                   |                   |
| 3                 | 2013년4월 24일    | 크리스마스의 9nine 2012~성스러운 밤의 대주등♪~(クリスマスの9nine 2012〜聖なる夜の大奏動♪〜) | DVD Blu-ray Disc  | 94위              |

### 음악착신한정곡
| 장 | 릴리즈         | 타이틀             | 작곡･작사･편곡                                      | 수록 앨범                 |
| -- | -------------- | ------------------ | --------------------------------------------------- | ------------------------- |
| 1  | 2006년7월 26일 | Shine              | 작사:Qoonie 작곡:GMK 편곡:戸倉弘智                  | -                         |
| 2  | 2006년8월 30일 | 夏服               | 작곡･작사:Qoonie 편곡:戸倉弘智                      | -                         |
| 3  | 2007년2월 14일 | 白い華             | 작곡:山下知恵 작사:天野月 편곡:戸倉弘智･藤田謙一    | first 9                   |
| 4  | 2008년4월 30일 | SKY (CM Ver.)      | 작사：As 작곡:安井宏之 편곡:戸倉弘智                | second 9                  |
| 5  | 2008년6월 25일 | メリーゴーランド   | 작사：山下知恵 작곡:マスカレード･ポロ 편곡:山田章典 | second 9                  |
| 6  | 2009년3월 25일 | サクラプレリュード | 작사:As 작곡:安井宏之 편곡:山田章典                 | Smile Again               |
| 7  | 2009년5월 20일 | アンバランス       | 작사:As 작곡:KOUYA 편곡:山田章典                    | Smile Again               |
| 8  | 2009년7월 29일 | Happy×2 Eyes       | 작사･작곡:COZ 편곡:TAKA                             | 히카리노카게 (remix ver.) |

### TV
현재 일반 방송
과거 일반 방송
- ワッチミー! TV×TV(2008년 10월 - 、BS후지)
- Go!Go!9nine(2010년 9월 27일 -2011년 3월 28일 、TOKYO MX) - 그러나 첫 2주는 7 월 하순에 행해진 멤버 선발에 대한 다큐멘터리 "긴급 특별 프로 퍼포먼스 걸즈 유닛 9nine 탄생 SP"를 방송.
- こんなのアイドルじゃナイン!?(2012년 1월 11일 - 3월 28일 、일본테레비)

그 외
- アイドル“独断と偏見”情報局(츠쿠바테레비・エンタ!371)
- ジェイチェキ!(츠쿠바테레비・エンタ!371)
- HEY!HEY!HEY! 元気が湧いてくる！アイドルの祭典スペシャル(2011년 9월 26일、후지테레비) - 게스트 출연. too blue을 선보임.
- 今聴きたい!名曲HEY!HEY!HEY! 新春アイドルの祭典スペシャル(2012년 1월 9일、후지테레비) - 게스트 출연. 少女トラベラー를 TV에서 첫 선.
- PON!(2012년 1월 25일、일본테레비) - 게스트 출연. (카와시마 우미카, 사타케 우키, 니시와키 사야카출연)
- 魁!音楽番付EIGHT(2012년 1월 25일、후지테레비) - 게스트 출연.
- 王様のブランチ(2012년 1월 28일、TBS) - 게스트 출연.
- COUNT DOWN TV(2012년 1월 28일、TBS) - 게스트 출연.
- 月刊MelodiX!(2012년 1월 28일、테레비도쿄) - 게스트 출연.
- しゃべくり007(2012년 1월 30일、일본테레비) - 게스트 출연.
- 24時間テレビ 「愛は地球を救う」(2012년 8월 26일、일본테레비)

### CM
- 넥슨 재팬 「온라인 RPG『마비노기』」
- GREE「ボクは敏腕マネージャー」(2011년)

### WEB CM
- メイベリン ニューヨーク「メイベリン ボリューム エクスプレス ハイパーカール ウォータープルーフ」「メイベリン ボリューム エクスプレス ハイパーカール スパイキーコーム ウォータープルーフ」

### 인터넷 방송
- ミュージックニコ電 9nineとニコニコ生電話！！～「夏 wanna say love U」発売記念SP～（니코니코 생방송、2011년 7월 20일）
- 9月9日は9nineの日！（니코니코 생방송, 2012년 9월 9일）

### 라디오
현재 일반방송
과거 일반방송
- 9nineなんです（2009년 4월 4일 - 2009년 9월 26일, FM NACK5）
- 9nineのお呼びで9nine。（2010년 1월 5일 - 2010년 6월 29일, スターデジオ）
- 9nineのオールナイトニッポンR（2010년 10월 9일 - 2012년 3월 10일 , ニッポン放送）

### 잡지 연재
- Kindai（2008년 - 2009년, 近代映画社）

### 라이브・이벤트
※발매 이벤트는 제외.

#### 원맨
| 개최기일                          | 공식타이틀                                                      | 장소                                                                                               | 비고                                                  |
| --------------------------------- | --------------------------------------------------------------- | -------------------------------------------------------------------------------------------------- | ----------------------------------------------------- |
| 2006년 2월 5일                    | 데뷔 이벤트                                                     | KDDI 디자이닝 스튜디오                                                                             | 이벤트                                                |
| 2008년 8월 30일                   | 스페셜 라이브+악수회                                            | 이케부쿠로 선샤인 시티                                                                             |                                                       |
| 2008년 9월 9일                    | It's SHOW TIME!!!                                               | SHIBUYA BOXX                                                                                       | 9nine 첫 원맨라이브                                   |
| 2009년 3월 27일                   | It's SHOW TIME!! Ver:SAKURA '09                                 | 하라주쿠 아스트로 홀                                                                               | 2부 구성                                              |
| 2011년 7월 18일                   | 9nine Beach Party 2011                                          | 가마쿠라시 유이케 바닷가 해안                                                                      | 이벤트                                                |
| 2011년 9월 10일                   | We are 9nine♥～그로부터 1년 지났습니다!9nine의 날 스페셜 라이브 | 신주쿠BLAZE                                                                                        | 리뉴얼 후 첫 원맨라이브                               |
| 2011년 10월 30일                  | ほっとけない〜ん会 全5皿！！”1皿め〜”                           | 하라주쿠 아스트로 홀                                                                               | 팬미팅                                                |
| 2011년 11월 27일                  | ほっとけない〜ん会 全5皿！！”2皿め〜”                           | 阿倍野ROCKTOWN                                                                                     | 팬미팅                                                |
| 2011년 12월 18일                  | 9nineトークショー&握手会                                        | 가라타운                                                                                           | 이벤트                                                |
| 2011년 12월 24일                  | ほっとけない〜ん会 全5皿！！”3皿め〜”』                         | 에비스LIVE GATE                                                                                    | 팬미팅                                                |
| 2012년 1월 9일                    | 「少女トラベラー」피로연 라이브&CD예약악수회                    | 익스피아리                                                                                         | 이벤트                                                |
| 2012년 1월 28일                   | 원맨9nine~줄여서"원나이"스페셜!!~                               | 시나가와 스텔라볼                                                                                  |                                                       |
| 2012년 2월 18일                   | ほっとけない〜ん会全5皿！！"4皿め〜"                            | 야마노 홀                                                                                          | 팬미팅                                                |
| 2012년 3월 17일                   | ほっとけない〜ん会全5皿！！"5皿め〜"                            | 시부야WWW                                                                                          | 팬미팅                                                |
| 2012년 5월 6일                    | 青年館の9nine                                                   | 일본청년관                                                                                         | 첫 홀에서의 원맨라이브                                |
| 2012년 8월 19일                   | 야온의9nine                                                     | 히비야 아외음악당                                                                                  | 첫 야외공연 오프닝액트：베이비 레이즈                 |
| 2012년 11월 18일 -2012년 12월 9일 | 출장!전국라이브하우스 하오하오!투어 2012                        | 오사카・우메다 샹그릴라 삿포로・cube gardem 후쿠오카・Drum Be-1 니이가타・THE PLANET 나고야・E.L.L | 9nine결성 이후 첫 라이브 투어                         |
| 2012년 12월 14일                  | 크리스마스의 9nine 2012 ～성스러운 밤의 대주동♪～               | 아카사카BLITZ                                                                                      |                                                       |
| 2013년 2월 16일                   | 파랑 9nine                                                      | 시부야SOUND MUSEUM VISION                                                                          | 컨셉별 기획 라이브. 『파랑』는 COOL、『빨강』는 POP。 |
| 2013년 2월 17일                   | 빨강 9nine                                                      | 시부야SOUND MUSEUM VISION                                                                          | 컨셉별 기획 라이브. 『파랑』는 COOL、『빨강』는 POP。 |
| 2013년 3월 10일                   | 선프라자의 9nine                                                | 나카노 선플라자                                                                                    |                                                       |

#### 그외
- 綺羅星十字団・秋の総会(2010년 11월 6일) - シークレットゲスト。
- AGE STOCK2010 in YOKOHAMA ARENA(2010년 11월 23일) - 開演前の出演。
- ヴィーナスフォート Snow wish 除雪式(2010년 12월 4일)
- リスアニ！LIVE2010(2010년 12월 19일) - シークレットゲスト。
- Lesprosファンイベント'Fun Fan Fun'〜クリスマスパーティ2010 これから恒例の会にしませんか！？(2010년 12월 23일) - 山野ホール
- めざましライブ2011(2011년 7월 28일)
- ピチレモン学園祭 in 原宿(2011년 8월 25일) - 原宿クエストホール
- TOKYO IDOL FESTIVAL 2011 ~Eco&Smile~(2011년 8월 27일)
- 帝京大学 薬学部 相模湖キャンパス 第35回「紅葉祭」(2011년 10월 15일)
- ポッキー&プリッツの日チャリティーライブ(2011년 11월 3일) - 東京Shibuya DUO
- さいたま新都心けやきひろば イルミネーション 2011-12 点灯セレモニー(2011년 11월 12일)
- 不正商品撲滅キャンペーン 許さない！偽ブランド・海賊版・違法ダウンロード 「ほんと？ホント！フェアin大阪」(2011년 11월 19일) - あべのキューズモール
- ＠JAM the Field アイドルコレクション（2012년 6월 10일） - 渋谷 duo MUSIC EXCHANGE
- 一夜限りの流星のくちづけシークレットイベント（2012년 6월 28일）
- アイドル横丁夏祭り!!〜2012〜（2012년 7월 1일） - 新木場スタジオコースト
- タマフル＆申し訳・サマーフェス2012（2012년 7월 21일） - 代官山UNIT
- TOKYO IDOL FESTIVAL 2012(2012년 8월 4일、8월 5일)
- a-nation（IDOL-NATION夜公演）(2012년 8월 11일) - 代々木国立競技場第一体育館
- ウルトラパンチLIVE!!Vol.1(2012년 8월 12일) - 梅田芸術劇場シアター・ドラマシティ
- めざましライブ2012(2012년 8월 26일)
- ウルトラパンチLIVE!!Vol.2(2012년 9월 8일) - 渋谷クラブクアトロ
- LiVE GiRLPOP Vol.1～Colorful～(2012년 10월 26일) - Zepp Tokyo
- アイドル☆グラフティーVol.1(2012년 10월 27일) - 新潟 The PLANET
- NACK5開局24周年記念｢ストナイ！MUSIC DAY｣(2012년 10월 28일) - 大宮アルシェビル
- 早稲田大学 早稲田祭2012「アイドル全力宣言～可愛さ99nine％～」(2012년 11월 4일)
- 武蔵大学 第60回白雉祭「9nineトークショー＠白雉祭」(2012년 11월 4일)
- (有)申し訳AFTERNOON＠西麻布eleven(2012년 11월 11일) - 西麻布 eleven
- アイドル☆グラフィティー＠金沢vol.1～申し訳ないと(2012년 11월 16일) - 金沢 DOUBLE
- LIVE LIVEFUL! SHIBUYA 5DAYS!～シブヤDD宣言！(2012년 11월 28일) - SHIBUYA-AX